# Carmencita Calderón
Carmen Micaela Risso de Cancellieri (10 de febrero de 1905, Villa Urquiza, Buenos Aires - 31 de octubre de 2005, Villa Lugano Buenos Aires), más conocida como Carmencita Calderón, fue una bailarina de tango argentina.

## Carrera
Comenzó a bailar a los trece años de edad, teniendo como profesor a su hermano. En 1932 acompañó a sus hermanas a bailar al Club Sin Rumbo, de Villa Urquiza, y luego comenzó a ser compañera de baile de Tarila y de otros.
En 1933 bailó al lado de El Cachafaz en la primera película sonora "¡Tango!" (esto no es correcto, ha sido la española Isabel San Miguel) y en 1940 en "Carnaval de antaño", con Florencio Parravicini, gracias al cantante conoció a Carlos Gardel. Con El Cachafaz debutó con la orquesta de Pedro Maffia en el Teatro de San Fernando, además realizó varias giras, algunas con "La historia del tango", con Francisco Canaro y en 1942 realiza su última presentación con El Cachafaz en Mar del Plata, ya que luego murió de un síncope., ese mismo año bailó en el Palermo Palace, con la orquesta de Ángel D'Agostino y como cantante a Ángel Vargas. En 1969 realiza una intervención musical en el film "Tango argentino".
Después de la muerte del mítico cantante, continuó con su carrera, pero de forma más esporádica, bailando con Pibe Palermo o Juan Averna, en "El abrojito", en la calle Chile al 2300. En 2001, siendo un mito de la milonga y el tango, fue homenajeada por la Legislatura Porteña, teniendo 96 años, en 2002 uno en el Teatro Colón  y en el IV Festival Buenos Aires Tango, donde bailó con Juan Carlos Copes. Cuando cumplió 100 años, bailó una milonga en una relevante celebración, y meses después, el 31 de octubre de 2005 falleció de una neumonía en el barrio de Villa Lugano, Buenos Aires.

"Yo fui una mujer que adornó el tango bailando. Por eso sobresalí, aunque no fui la única. Había muchas mujeres que bailaban lindo". También de su legendario compañero rcuerda: "Don Benito era un señor, muy respetuoso, querido y elegante para bailar. Por eso, todas las mujeres se enamoraban de él y me regalaban cosas a mí. Me vestían, porque pensaban que andábamos juntos, pero sólo era mi compañero de baile. Fue quien me introdujo en este baile".

## Filmografía
Intérprete:
- Tango argentino (1969) dir. Simón Feldman
- Carnaval de antaño (1940)
- ¡Tango! (1933)